# Moskuskatost
Moskuskatost (Malva moschata), også skrevet Moskus-Katost, er en 30-80 cm høj urt, der i Danmark vokser vildt på f.eks. vejskrænter og nær bebyggelse. Med sin sene blomstring og store, lyserøde blomster er den en yndet haveplante til snit eller i blomsterengen. Blomsten dufter svagt af moskus.

## Beskrivelse
Moskuskatost er en flerårig, urteagtig plante med en opret eller opstigende og forgrenet vækst. Stænglerne er runde i tværsnit og forsynet med lange, udstående hår. Bladene er spredt stillede, og de nederste er håndlappede, mens de øverste er snitdelte med hel, bugtet rand. Oversiden er grågrøn og dækket af hår, mens undersiden er lyst grågrøn og ligeledes hårklædt.
Blomstringen foregår i juli-september, hvor man finder blomsterne i små stande med 1-3 blomster ved de øverste bladhjørner. De enkelte blomster er 5-tallige og regelmæssige med rosa eller hvide kronblade. Frugterne er delfrugter, der spaltes i trekantede nødder.
Rodsystemet består af en kraftig og dybtgående pælerod, der bærer spredte, trævlede siderødder.
Højde x bredde og årlig tilvækst: 0,75 x 0,50 m (75 x 50 cm/år).

## Hjemsted
Moskuskatost har sin naturlige udbredelse i Mellemøsten, Kaukasus og i det sydlige og sydøstlige Europa. I Danmark og mange andre dele af Nordeuropa er den naturaliseret og temmelig almindelig. Den er knyttet til lysåbne voksesteder med en tør og veldrænet, gerne kalkrig jord. Derfor findes den oftest på vejskrænter og i grusgrave samt på ruderater.
På de åbne arealer ved Almegårds Øvelsesplads på Bornholm vokser arten i overdrevsvegetation sammen med bl.a. alm. agermåne, alm. brunelle, cikorie, draphavre, gederams, alm. hvene, alm. knopurt, alm. kællingetand, pastinak, alm. røllike, sankthansurt, alm. torskemund, blæresmelde, blåhat, bugtet kløver, fløjlsgræs, gul fladbælg, gul snerre, kassubisk vikke, knoldet brunrod, krybende potentil, kærgaltetand, lancetvejbred, lægeoksetunge, lægeærenpris, markkrageklo, prikbladet perikon, rejnfan, rød svingel, rødkløver, stor knopurt, sølvpotentil, tjærenellike, vellugtende gulaks og vild løg

## Fodnoter
1. ↑  Naturstyrelsen: Almegårds Øvelsesplads. Drifts- og plejeplan 2004-2018

| Portal | Portal:Botanik |